# 保持音

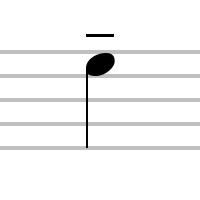
保持音

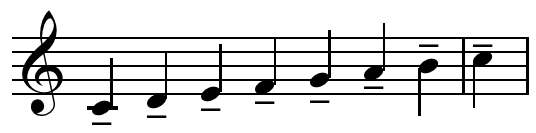
全為保持音的C大調音階

保持音（義大利語：Tenuto，意指保持）是最早出現的音樂指示之一，在單旋律聖歌譜中以 "t" 表示。近代樂譜中保持音標示為一橫線，視乎符桿的方向位於音符上方或下方，此外也可以 tenuto 或 ten. 表示。
保持音用作強調標示的音，其執行視乎音樂脈絡，既可指把某一音符持續整個音符時值（甚至隨着自由速度長於該時值），也可指把音符奏得稍響。

## 演奏
- 若保持音成串地出現，則指音量上加強。[1]。
- 若一音符同時有保持音和加強音，該音則持續整個時值及在音量上加強[2]。
- 若一音符同時有保持音和斷音，該音應以非連奏奏出，即同時具有圓滑而帶跳動的效果[3]。